# Résolution 998 du Conseil de sécurité des Nations unies
Membres permanents
- Chine
- États-Unis
- France
- Royaume-Uni
- Russie

Membres non permanents
- Allemagne
- Argentine
- Botswana
- Honduras
- Indonésie
- Italie
- Nigéria
- Oman
- République tchèque
- Rwanda

Résolution no 997 Résolution no 999
La résolution 998 du Conseil de sécurité des Nations unies, adoptée le 16 juin 1995, après avoir réaffirmé toutes les résolutions sur les conflits dans l'ex-Yougoslavie, en particulier la résolution 982 (1994), a créé une force de réaction rapide comptant jusqu'à 12 500 personnes au sein de la Force de protection des Nations unies (FORPRONU) en Bosnie-Herzégovine à la suite d'attaques contre cette Force et de la détérioration générale de la situation.
Une lettre du secrétaire général Boutros Boutros-Ghali, reçue le 9 juin 1995 comprenait des propositions de la France, des Pays-Bas et du Royaume-Uni visant à renforcer la FORPRONU par la création d'une force de réaction rapide en son sein. La force de réaction rapide ferait partie intégrante de l'opération de maintien de la paix existante et la FORPRONU resterait impartiale. Le Conseil était préoccupé par la poursuite des hostilités en Bosnie-Herzégovine et par le fait qu'un nouveau cessez-le-feu n'ait pas été convenu. Les attaques contre la FORPRONU et les civils par les forces serbes de Bosnie ont été condamnées.
Agissant en vertu du chapitre VII de la Charte des Nations unies, le Conseil a exigé que les forces serbes de Bosnie libèrent tout le personnel détenu de la FORPRONU et que toutes les parties respectent la sécurité de cette Force. Il rappelle que le conflit ne sera pas résolu par des moyens militaires et que des négociations devaient commencer, réitérant que la partie serbe de Bosnie devait accepter le plan de paix du groupe de contact comme point de départ. Un cessez-le-feu complet, la cessation des hostilités et un accès sans entrave aux organisations humanitaires, notamment aux zones de sécurité et à Sarajevo, ont été exigés. La résolution appelle les parties à respecter la sécurité des civils et le statut des zones de sécurité.
Il a été décidé d'augmenter les effectifs de la FORPRONU de 12 500 hommes supplémentaires, soit une augmentation de plus de 50 %, comme le prévoyait la lettre du secrétaire général. Tout changement ultérieur devrait tenir compte de la sécurité des forces et réduire le danger auquel elles étaient exposées.
La Chine et la Russie se sont abstenues lors du vote sur la résolution 998 après avoir exprimé leur inquiétude quant au fait que la FORPRONU devrait rester une force strictement de maintien de la paix, ce qui a été approuvé par les autres membres du conseil.

## Voir également
- Guerre de Bosnie-Herzégovine
- Dislocation de la Yougoslavie
- Guerre de Croatie
- Guerres de Yougoslavie